# Bahnhof Koganechō
Der Bahnhof Koganechō (jap. 黄金町駅, Koganechō-eki) ist ein Bahnhof auf der japanischen Insel Honshū. Er wird von der Bahngesellschaft Keikyū betrieben und befindet sich in der Präfektur Kanagawa auf dem Gebiet der Stadt Yokohama, genauer im Bezirk Minami-ku.

## Verbindungen
Koganechō ist ein Durchgangsbahnhof an der Keikyū-Hauptlinie, die überwiegend dem Westufer der Bucht von Tokio folgt und von Tokio über Yokohama zur Miura-Halbinsel führt. Tagsüber fahren stündlich sechs oder sieben Nahverkehrszüge, die Shinagawa mit Uraga verbinden (während der morgendlichen Hauptverkehrszeit bis zu elf Mal je Stunde). Wenige Schritte vom Bahnhof entfernt befindet sich an der Durchgangsstraße eine Bushaltestelle, die von sieben Linien des Verkehrsamts der Stadt Yokohama und der Gesellschaft Sōtetsu Bus bedient werden.

## Anlage
Der Bahnhof steht im Ōoka-Tal an der Grenze der Stadtteile Maesatochō im Norden und Shiroganechō im Süden, die beide zum Bezirk Minami-ku gehören. Benannt ist er nach dem unmittelbar östlich angrenzenden Stadtteil Koganechō im Bezirk Naka-ku. Die Anlage ist von Osten nach Westen ausgerichtet und umfasst zwei Gleise, die beide dem Personenverkehr dienen. Sie liegen an einem teilweise überdachten Mittelbahnsteig, der sich auf einem gemauerten Viadukt befindet. Die Eingangshalle ist in einen der Viaduktbögen integriert, von dort aus erfolgt der Zugang zu den Gleisen über Rolltreppen und Aufzüge.
Im Fiskaljahr 2019 nutzten durchschnittlich 22.987 Fahrgäste täglich den Bahnhof.

## Bilder

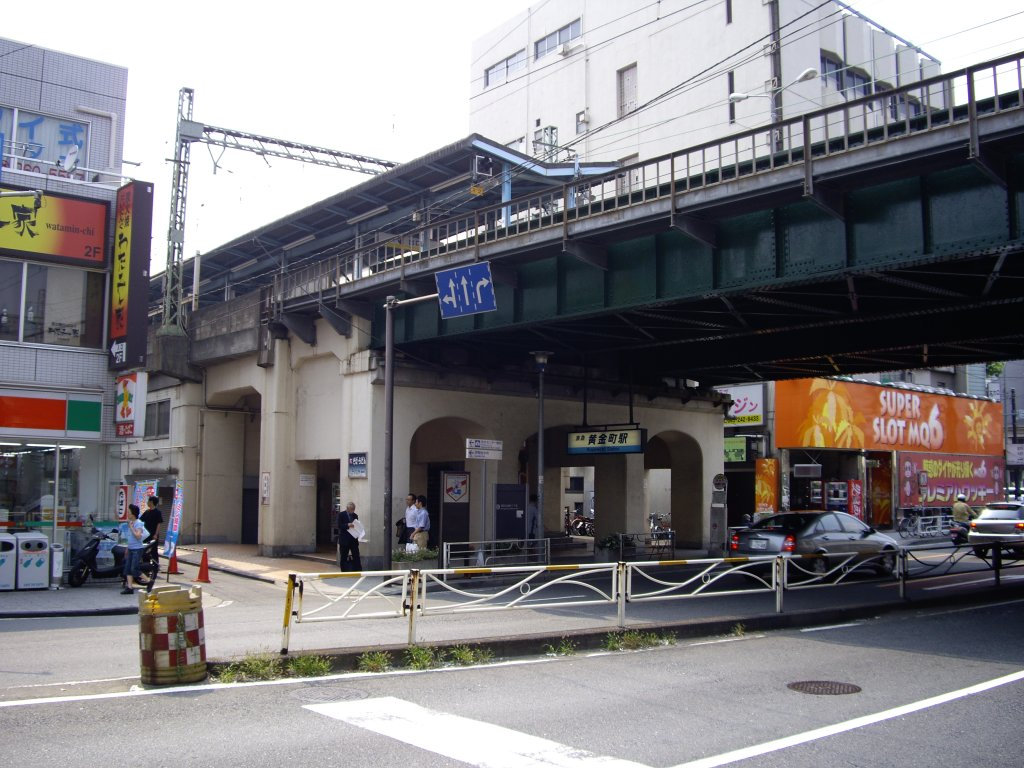
Eingangsbereich
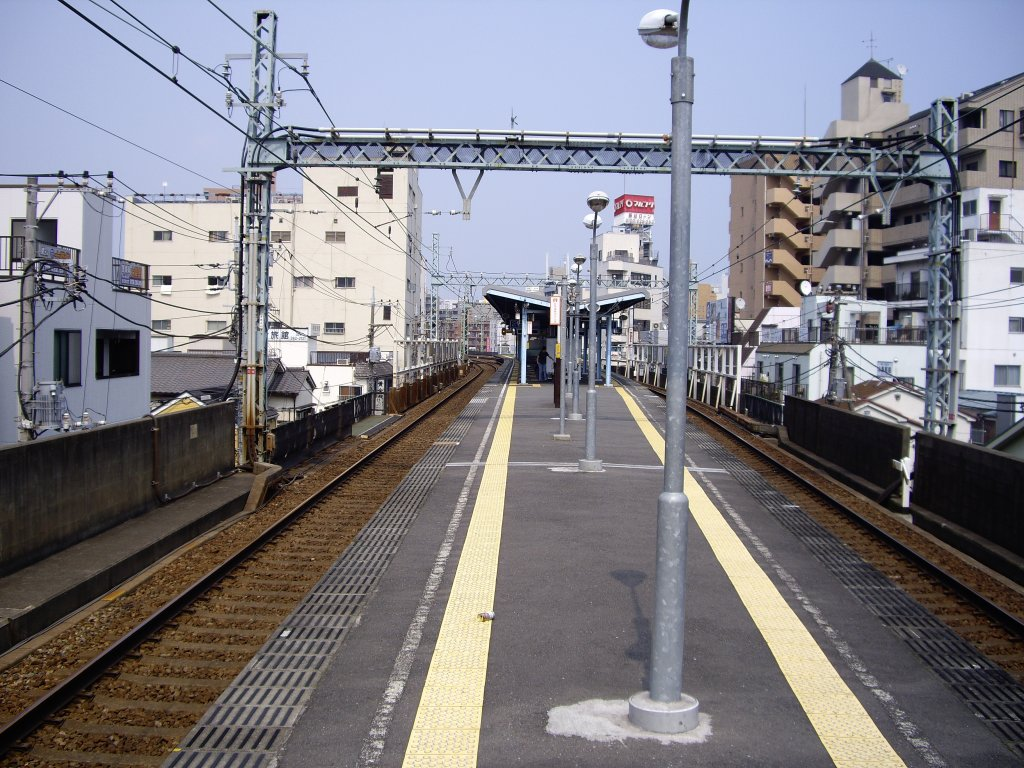
Blick auf den Bahnsteig
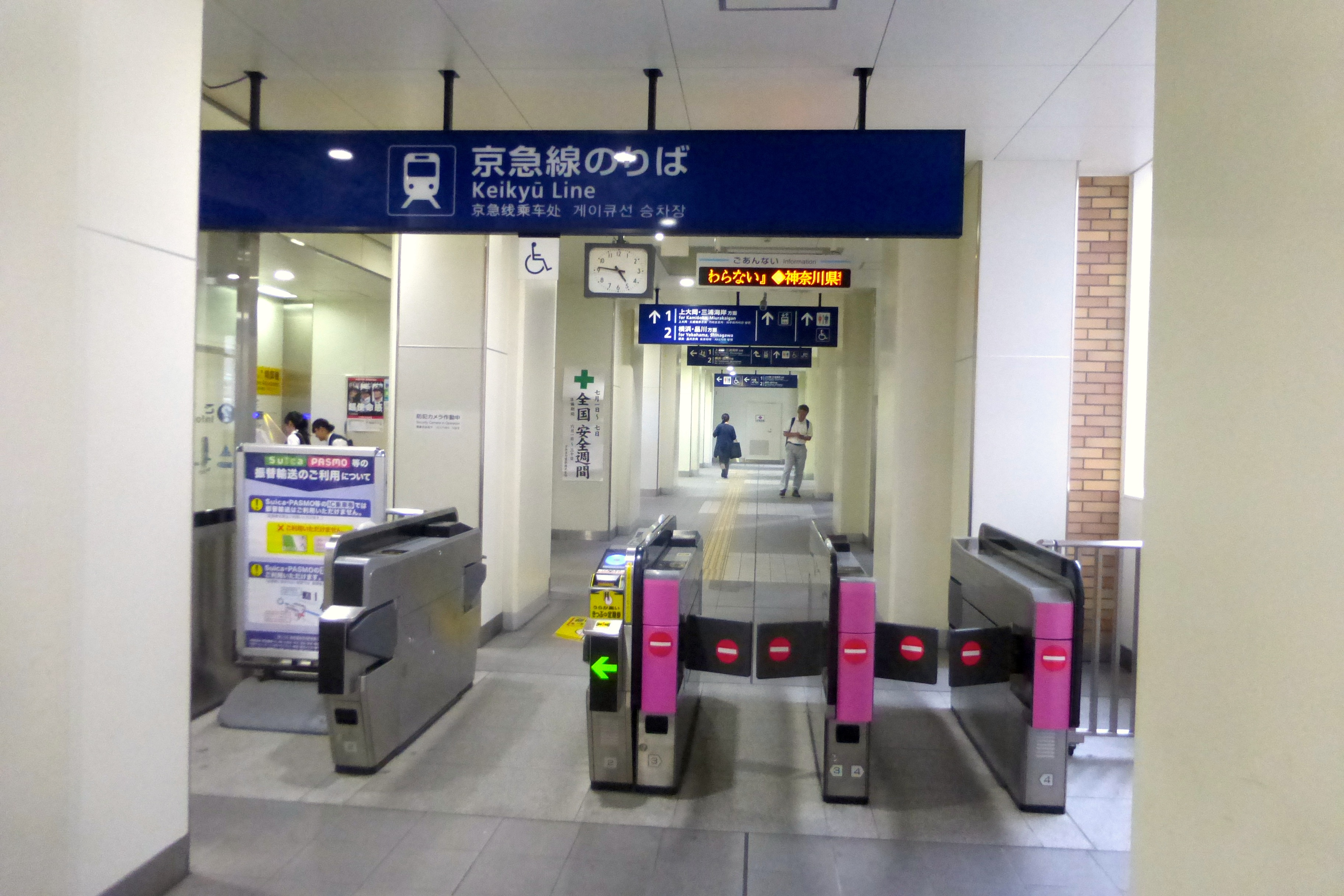
Bahnsteigsperren

## Gleise
| 1 | ▉ Keikyū-Hauptlinie | Kanazawa-hakkei • Zushi-Hayama • Uraga • Misakiguchi |
| 2 | ▉ Keikyū-Hauptlinie | Yokohama • Flughafen Haneda • Shinagawa              |

## Linien
| Verlauf der Keikyū-Hauptlinie |
| --- |
| Sengakuji • Shinagawa • Kitashinagawa • Shimbamba • Aomono-yokochō • Samezu • Tachiaigawa • Ōmorikaigan • Heiwajima • Ōmorimachi • Umeyashiki • Keikyū Kamata • Zōshiki • Rokugōdote • Keikyū Kawasaki • Hatchōnawate • Tsurumi-Ichiba • Keikyū Tsurumi • Kagetsu-sōjiji • Namamugi • Keikyū Shinkoyasu • Koyasu • Kanagawa-Shimmachi • Keikyū Higashi-kanagawa • Kanagawa • Yokohama • Tobe • Hinodechō • Koganechō • Minamiōta • Idogaya • Gumyōji • Kamiōoka • Byōbugaura • Sugita • Keikyū Tomioka • Nōkendai • Kanazawa-bunko • Kanazawa-hakkei • Oppama • Keikyū Taura • Anjinzuka • Hemi • Shioiri • Yokosuka-chūō • Kenritsudaigaku • Horinouchi • Keikyū Ōtsu • Maborikaigan • Uraga |

## Geschichte
Die Bahngesellschaft Shōnan Denki Tetsudō eröffnete den Bahnhof am 1. April 1930 als nördlichen Ausgangspunkt der 30 km langen Strecke nach Uraga. Zusammen mit der in Kanazawa-hakkei abzweigenden Strecke nach Zushi bildete sie zunächst für etwas mehr als anderthalb Jahre einen Inselbetrieb, vorübergehend ohne Anbindung ans übrige Eisenbahnnetz. Gemäß den ursprünglichen Planungen sollte die Strecke von Koganechō nordostwärts durch das Ōoka-Tal nach Sakuragichō führen, dem damals wichtigsten Bahnhof Yokohamas. Doch 1928 wurde der Hauptbahnhof an seinen heutigen Standort verlegt, sodass eine neue Streckenführung mit einem fast 900 m langen Tunnel erforderlich war. Die Fertigstellung des Tunnels verzögerte sich, weshalb die Fahrgäste in Koganechō auf die städtische Straßenbahn umsteigen mussten. Die Keihin Denki Tetsudō, die von Anfang an eng mit der Shōnan Denki Tetsudō kooperierte, betrieb ab Juli 1930 eine direkte Schnellbusverbindung.
Der Lückenschluss erfolgte am 26. Dezember 1931, wobei Koganechō fünf weitere Jahre lang ein Systemwechselbahnhof blieb. Nördlich davon war die Strecke mit 600 V Gleichspannung elektrifiziert, südlich davon mit 1500 V. Am 25. Dezember 1936 wurde die Oberleitungsspannung auf dem Abschnitt Koganechō–Kamiōoka auf 600 V gesenkt, damit Schnellzüge der Keihin Denki Tetsudō von Shinagawa bis dorthin verkehren konnten (1947 auf 1500 V vereinheitlicht). Die Shōnan Denki Tetsudō ging am 1. November 1941 in der Keihin Denki Tetsudō auf. Diese wiederum war ab 1. Mai 1942 Teil des Daitōkyū-Konglomerats. 1947 beschlossen die Daitōkyū-Aktionäre die Auflösung des finanziell angeschlagenen Konglomerats und am 1. Juni 1948 nahm das Unternehmen seine Geschäftstätigkeit unter dem neuen Namen Keihin Kyūkō Dentetsu (abgekürzt Keikyū) wieder auf.
Luftangriffe des United States Army Air Corps zerstörten im Mai 1945 einen großen Teil der umliegenden Stadtteile. Der Viadukt war einer der wenigen erhalten gebliebenen Bauten und Obdachlose suchten unter den Bögen Zuflucht. Nach Kriegsende entstanden unter den Gleisen zahlreiche kleine Kneipen, in denen die Prostitution und der Drogenhandel florierten. Die Wirte arrangierten sich mit der Bahngesellschaft und schlossen Pachtverträge ab, worauf jahrzehntelang ein halblegaler Zustand herrschte. Dies änderte sich in den späten 1990er Jahren, als die Keikyū ein groß angelegtes Projekt zur Verstärkung des Viadukts durchführte, um den erhöhten Anforderungen des erdbebensicheren Bauens zu genügen. Die Rotlicht-Etablissements in den Viaduktbögen zogen weg und siedelten sich im angrenzenden Viertel zwischen der Bahnlinie und dem Fluss Ōoka an. Dort existierten sie bis 2005 weiter, bis die Polizei in mehreren Razzien das gesamte illegale Gewerbe aus der Gegend vertrieb. Gefördert durch eine gemeinnützige Organisation und später auch die Stadtbehörden, entwickelte sich die Gegend in den folgenden Jahren zu einem kulturellen Zentrum. Zwei Viaduktbögen in unmittelbarer Nähe des Bahnhofs wurden zu Kunstgalerien umgebaut.
Bis zum Fahrplanwechsel am 31. Juli 1999 hielten in Koganechō auch Schnellzüge. Von 2008 bis 2012 baute die Keikyū den Bahnhof um und machte ihn barrierefrei. Weitere Viaduktbögen werden seit 2018 als Gaststätten, Herbergen und Freizeitzentrum genutzt.